# Monument Pershing - Lafayette

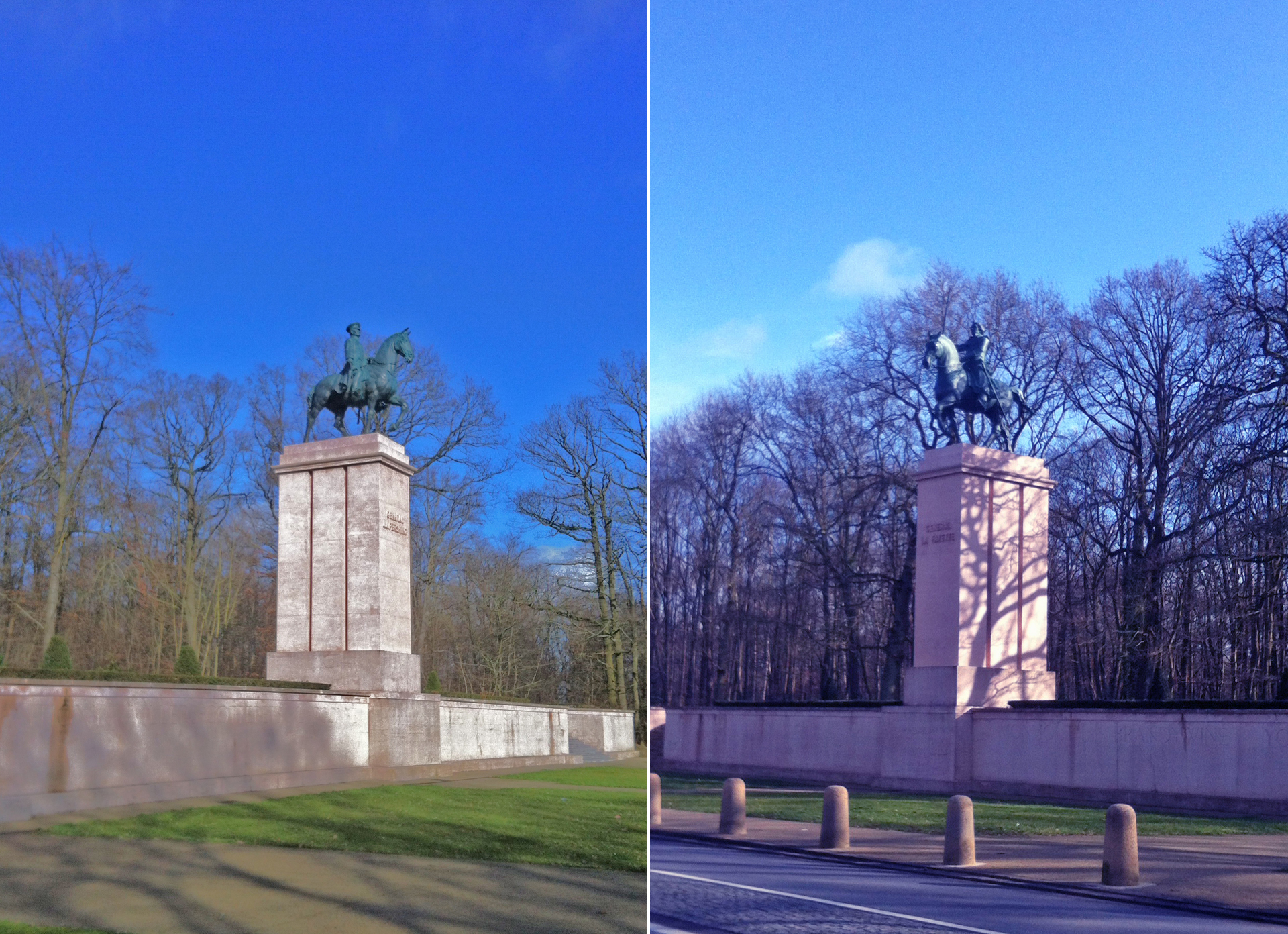
Les statues équestres des généraux Pershing et Lafayette sur la route menant de Versailles à Ville-d’Avray (France).

Le monument Pershing - Lafayette est un mémorial situé sur les hauteurs de Versailles (département des Yvelines, en France), érigé en hommage d'une part à l'armée américaine ayant combattu pendant la Première Guerre mondiale et à l'armée de la guerre de l'indépendance américaine, d'autre part.

## Historique
Jacques Carlu remporta le concours d'architecte et le monument fut inauguré le 6 octobre 1937 en présence du général Pershing mais le monument érigé est resté inachevé. La statue du général Pershing, en plâtre, réalisée par Joachim Costa (1888-1971), très dégradée fut déposée en 1941.
Le monument, son esplanade et le pourtour arboré, ainsi que la voirie qui le traverse font l’objet d’une inscription au titre des monuments historiques depuis le 7 mars 2007.
L'association Pershing-Lafayette-Versailles a entrepris, avec le concours de généreux donateurs, d'installer les statues définitives des deux généraux dont la maquette en plâtre avait été déposée en 1941.
Le 8 septembre 2017, les statues des généraux Pershing et La Fayette sont inaugurées.

## Caractéristiques
Le mémorial comporte deux socles en béton qui se font face de part et d'autre de l'avenue des États-Unis. Il s'agit en fait de piédestaux qui supportent les statues équestres du général Pershing et de Lafayette.